# Свети Климент и Пантелеймон
Вижте пояснителната страница за други значения на Свети Пантелеймон.
„Свети Климент и Пантелеймон“, наричан още „Свети Климент Стари“ и Манастир Плаошник (на македонска литературна норма: „Свети Климент и Пантелејмон“) е български средновековен манастир, разположен на хълма Плаошник в старата част на Охрид, Северна Македония.

## История
Манастирският комплекс „Свети Климент и Пантелеймон“ е едно от най-старите и популярни светилища в българската история. Манастирът е изграден по инициатива на Свети Климент Охридски и лично поръчение на княз Борис I Покръстител. Археологически проучвания показват, че на мястото на църквата на манастира е имало голяма раннохристиянска петкорабна базилика, за която за съжаление няма запазена информация. Целият район на местността Плаошник изобщо е богат на археологически находки.
Според средновековното житие на Климент Охридски в 886 година княз Борис I изпраща в Охрид светеца със задача да подготви необходимите няколко хиляди свещеници, владеещи писмения български език, за да замени един ден гръцкия език в богослужението с български. Климент пристига в Охрид заедно с новоназначения областен управител Домета, на когото е заповядано да изпълнява всички искания на Климент. Княз Борис I подарява на просветителя и три болярски къщи в областта. В новоизградения манастир, посветен на Свети Пантелеймон Климент Охридски обучил до 893 година близо три хиляди и петстотин свещеници. По-късно просветителската дейност в манастира е поета от друг от учениците на Св. св. Кирил и Методий – Свети Наум.
Когато в 916 година Климент умира, той е погребан именно тук.
От въздигането си в края на IX век до разрушаването си манастирът е многократно увреждан и наново възстановяван. Турците разрушават манастира през XV век и изграждат над основите му известната Имарет джамия, а мощите на светеца са пренесени в църквата „Света Богородица Перивлепта“.
Години наред, въпреки че манастирът на Свети Климент е разрушен, народните предания пазят спомена за мястото, където била Климентовата църква и неговата гробница. Преданията са потвърдени в 1943 година от археологическите разкопки, водени от Димче Коцов (по-късно професор Димче Коцо), който открива темелите на Климентовата църква и гробницата на Свети Климент Охридски. Върху основите на раннохристиянската базилика, от която са запазени остатъци, е изградена църква с триконхална форма (лист на детелина), църковен тип характерен за IX век. Църквата е обновена веднъж през XII век, а след това още веднъж през XIII век. С течение на вековете църквата е доизграждана, като през XIV век е изградена външна камбанария. Фреските от първоначалната църква на Свети Климент от IX век не се запазени. Фрагментите от намерените фрески, по време на археологическите изследвания се определят като част от три различни периода на обновяване и разширяване на манастира.

## Възстановяване
За изграждането на църквата по проект на архитект Таня Паскали Бунташеска, от Охридския институт и музей са изхарчени над един милион евро, средства предимно на правителството на Северна Македония. В края на 2000 година е започнато възобновяването на църквата от манастирския комплекс. Обновяването е започнато върху основите на старата църква, а като пример са взети църкви от Охрид и околността, които хронологически принадлежат на отделните периоди, в които „Свети Пантелеймон“ е доизграждана.

## Архитектура
Като цяло църквата е вписан кръст в правоъгълно пространство с купол, опиращ се на четири стълба, като олтарното пространство е триконхално с централен купол, нартекс, екзонартекс, северен и южен параклис, открит трем и камбанария. Пространствените обеми на храма, както и фасадният му вид с богатата му керамопластична украса, са получени с помощта на пропорционални анализи и сравнения с храмове от периода, съществували на територията на Охридската архиепископия.
При реставрацията на църквата са използвани стоманени вертикални колони и хоризонтални греди, които са свързани помежду си и образуват единна конструктивна система, която удовлетворява условията храма да функционира както като паметник на културата, така и като обществен обект. По този начин се избягва използването на бетон и стоманобетон в строителната система на храма, което би имало пагубно влияние върху останките на оригиналните стенописи, открити по вътрешните стени на църквата. Стените са изградени по традиционен начин от полуобработен камък, тухли с различни размери с дебелина 4,00 cm и врял варов хоросан. Този вид конструкция допринесе за по-високата твърдост на хоросана по време на строителството. По време на реставрацията на всички строителни фази, църквата се зида въз основа на оригиналния строителе опус. Като граница между оригинала и реставрираната част, от вътрешната и външната страна на стените е поставена оловна лента.
Полуцилиндричните и кръстосани сводове, слепите калоти и куполите са изработени от тухли с размери 30x30x4 cm и 40x40x4 cm и врял варов хоросан върху предварително поставени дъски. Над всички сводови повърхности има акустични стомни, насочени с отворите към сводовете. Отворите на прозорците (монофори и бифори) са остъклени със специални кръгли и триъгълни, ръчно изработени стъкла.
Във вътрешността четирите ъглови стълба, разположени в централната част на църквата, са направени на основа на оригинални остатъци. Материалът, от който са направени - варовик, също съответства на оригиналния, изваден от същата кариера край село Велмей, Охридско.
Гробът на Свети Климент в новия храм е върху старата гробна конструкция, целият под стъкло, а над него има саркофаг от мрамор в който се намира ковчежето с мощите. В южната страна на гроба са поставени икони на Свети Климент и на Свети Пантелеймон. От другата страна в ниша се намира дървена скулптура на Свети Климент от XIII век, намерена в църквата „Света Богородица Перивлепта“.
Във и около новоизградената църква има стъклени подове, които показва остатъци от първите фази Светиклиментовата црква, остатъци от подове от раннохристиянската базилика, засводена гробница, която се намира в централния дял на църквата под нивото на пода. Цялата подова декорация е на основа на фрагменти от оригинални подове, с употреба на природни материали.
Иконостасът е направен от мрамор, а всички декорации по него са на основа на анализи и сравнения с иконостаси от други църкви.
Запазените стенописи са върхово постижение на средновековното охридско изкуство. Откритите части на фигури в протезиса, макар и частично запазени, показват най-старият наличен слой от предпалеологови времена, със сигурност изрисуван през XI - XII век. Другият слой около олтарната част разкрива няколко композиции: Видението на Свети Петър Александрийски, запазено почти изцяло, с представяне на александрийския светец и грешния Арий. На носещите стълбове са останките на стоящите фигури на Иисус Христос и Света Богородица Молителка, обърната към сина си, със свитък в ръце в добре познатата сцена, в която майката моли за милост към онези, които са съгрешили в Христовото учение. В долната част на северната стена на наоса, в тематична и концептуална връзка с тези фигури, е изобразен Свети Йоан Предтеча, а до него архиерей, вероятно Свети Климент.
Съдейки по големите фрагменти открити в наоса, тук са били развити циклите на Великите празници и Христовите страдания, както и много фигури на светци от долната зона. Почти напълно реконструирани са исторически портрети на кесаря Дука, изрисуван в цял ръст до младия си починал син Димитрий, поставен над неговия гроб през първата половина на XIV век и фрагментите в отделението, южно от църквата, чиято цел се свързва с трапезарията на манастира. От особено значение за храма е откриването на портрет на Свети Климент, който благославя между кесаря Дука и неговия син Димитрий. Това е сигурно потвърждение, че ктитор на църквата е Свети Климент. Празниците на Свети Пантелеймон и Свети Климент са в същия ден. Във всички исторически източници от XIII - XV век, църквата се споменава като Светиклиментов храм. Колко голяма е репутацията на манастира, показва фактът, че игумените му от време на време са избирани за охридски архиепископи. Игумените на манастира участвали и в догражданията и изписването на други храмове в Охрид.
На външния северен дял, нарочно са оставени следи от Султан Мехмедовата (Имарет) джамия, за да има белези и от османския период.
Камбаната тежи три тона и е изработена в леярна във Верона. По нея има излети детайли с религиозни теми от Стария и Новия завет, както и данни и ликове на ктиторите.